# Grand Prix Austrálie 2007
Grand Prix Austrálie 2007 (LXXII ING Australian Grand Prix) úvodní závod 58. ročníku mistrovství světa vozů Formule 1, historicky již 769. grand prix, se již tradičně odehrál na okruhu v Albert Park ve městě Melbourne. Okruh dlouhý 5,303 km absolvovali jezdci 58krát, což celkově představuje 307,574 km. Zatímco páteční a sobotní tréninky se odehrávaly za podmračeného počasí s občasnými přeháňkami, nedělní závod přivítal jasný a teplý den. Teplota vzduchu byla 21°, teplota dráhy se pohybovala kolem 40° a vlhkost byla 54 %.
- Doprovodné a společenské akce:

Na tenisových kurtech v Melbourne, uspořádali jezdci Mark Webber, Nick Heidfeld, Rubens Barrichello a Christijan Albers spolu s tenisovými profesionály Paulem McNameem a Jasonem Stoltenbergem charitativní tenisový turnaj. Adrian Sutil a Franck Montagny otestovali na místním sportovním letišti sportovní letoun. Společnost Vodafone již tradičně pořádala propagační akci na plaži, tentokrát v roli hlavního sponzora týmu McLaren. Mezi hosty se v boxech objevil zpěvák Tommy Lee, sir Jackie Stewart, Niki Lauda, Miss Universe Jennifer Hawkins, Kylie Minogue, Dannii Minogue.

## Průběh závodu

### Tréninky
První páteční jízdy poznamenalo počasí, když v první části 90 minutového testování pršelo. Jezdci se proto na trať vydávali pouze sporadicky z velké části k seznámení s tratí. O trochu vzrušení se postaral Jarno Trulli, když svou Toyota poslal mimo trať v jedné ze šikan. Na osychající trati si nejlépe vedl Fernando Alonso, kterému sekundoval jen Felipe Massa a Sebastian Vettel.
Odpolední jízdy na suché trati byly mnohem zajímavější a diváci se dočkali i několika karambolů, nejvážnější postihl Rubense Barrichella, jenž s vozem Honda vyjel na trávu a poté se potkal s tvrdou zdí. Trénink musel být na čtvrt hodiny přerušen. Celému tréninku vévodil Felipe Massa, který dával všem soupeřům jasně najevo, že jeho Ferrari je nejrychlejší. Pozici Ferrari potvrdil druhým místem Kimi Räikkönen, třetí byl nováček Lewis Hamilton a porazil tak i svého týmového kolegu Fernanda Alonsa, který skončil na sedmém místě.
Sobotní trénink ukázal rozložení sil jednotlivých týmu před kvalifikací. U Ferrari se věřilo, že Felipe Massa bude mít lehkou výhodu, ale Kimi Räikkönen potvrdil, že dokáže byt rychlý v jakémkoliv voze. Giancarlo Fisichella dojel druhý a ukázal tak všem že i Renault je dostatečně připraven a hodně rychlý. Lewis Hamilton dokazuje svou míru talentu a znovu porazil svého týmového kolegu Fernanda Alonsa . Překvapením je čtvrté místo Antony Davidsona na Super Aguri.

### Kvalifikace

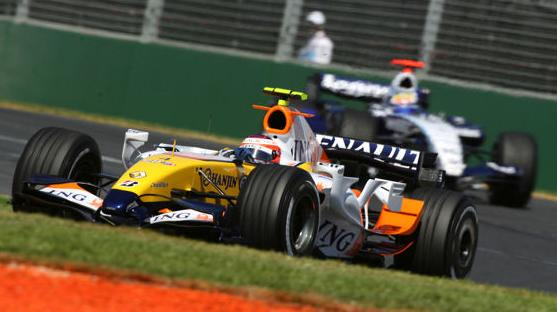
Nováček Heikki Kovalainen

První část kvalifikace nejlépe zvládl Kimi Räikkönen na Ferrari, kterému zdatně sekundoval nováček Lewis Hamilton s McLarenem. Problémy měla překvapivě Honda, Jenson Button skončil až 15 a Rubens Barrichello se do další části vůbec neprobojoval, stejně dopadl i David Coulthard.
Smolařem druhé části se stal Felipe Massa, kterého dál nepustila technika. Nejlépe si vedl McLaren Fernanda Alonsa, který zvítězil a týmový kolega Lewis Hamilton byl třetí, Také BMW si vedlo velmi dobře Nick Heidfeld dojel druhý a Robert Kubica pátý. Překvapením byly bezesporu výkony Super Aguri, Takuma Sató prošel až do závěrečné části kvalifikace a Anthony Davidson zůstal jen těsně před branami. Krom již zmiňovaného Felipeho Massi nepostoupil také Heikki Kovalainen s Renaultem a Jenson Button s Hondou.
První pole position si v barvách Ferrari vybojoval Kimi Räikkönen , druhý, ale se ztrátou skoro půl sekundy dojel Fernando Alonso. Z druhé řady odstartoval Nick Heidfeld a Lewis Hamilton, pátý byl Robert Kubica a šestý Giancarlo Fisichella. Nečekaně jsou v první desítce Mark Webber a obě Toyoty, nikdo z nich během zimní přípravy nepodával tak přesvědčivé výkony.

### Závod
Kimi Räikkönen využil postavení na pole position a s přehledem si pohlídal vedení a začal se soupeřům rychle vzdalovat. Rychlý start předvedl i Nick Heidfeld, který se přehnal okolo Fernanda Alonsa a zaujal druhou pozici za Kimim. Přes Fernanda Alonsa se v první zatáčce dostal také jeho stájový kolega Lewis Hamilton a až do poslední zastávky v boxech kroužil před mistrem světa. S ne příliš výrazným Renaultem dokázal Giancarlo Fisichella udržet postavení na startu a v závěru uhájil pátou příčku před dotírajícím Felipem Massou. Nejdramatičtější okamžik celé grand prix předvedl neopatrný David Coulthard, když se snažil vnitřkem předjet Alexandra Wurze. Skotův Red Bull přelétl přes Alexandra Wurze a jen štěstím netrefil Wurzovu hlavu. Od druhého pit stopu už jel Kimi tak, aby šetřil motor na následující GP, proto se jeho náskok z 16 s ztenčil na 7 s. Fernando Alonso se díky pozdější a rychlé zastávce v boxech dostal před Lewise Hamiltona a dojel si tak pro druhé místo. Nováček Lewis Hamilton tak ve své premiérové velké ceně získal třetí místo.

## Výsledky
- 18. března 2007
- Okruh Melbourne
- 58 kol × 5,303 km = 307,574 km
- 769. Grand Prix
- 10. vítězství Kimiho Räikkönena
- 193. vítězství pro Ferrari
- 35. vítězství pro Finsko
- 46. vítězství pro vůz se startovním číslem 6

| Pozice | Jezdec               | Vůz               | Čas                  | Body | Nej. kolo      | 1. Pitstop   | 2. Pitstop    | 3. Pitstop    | 4. Pitstop   |
| ------ | -------------------- | ----------------- | -------------------- | ---- | -------------- | ------------ | ------------- | ------------- | ------------ |
| 1      | Kimi Räikkönen       | Ferrari F2007     | 1:25:28,770          | 10   | 1:25.235       | 19. / 24.905 | 42. / 22.685  |               |              |
| 2      | Fernando Alonso      | McLaren MP4/22    | á 0:07.350           | 8    | 1:26.314       | 22. / 24.412 | 45. / 21.509  |               |              |
| 3      | Lewis Hamilton       | McLaren MP4/22    | á 0:18.595           | 6    | 1:26.351       | 23. / 24.025 | 43. / 23.352  |               |              |
| 4      | Nick Heidfeld        | BMW Sauber F1.07  | á 0:38.763           | 5    | 1:26.722 (6.)  | 14. / 26.633 | 38. / 23.625  |               |              |
| 5      | Giancarlo Fisichella | Renault R27       | á 1:06.469           | 4    | 1:26.892 (7.)  | 20. / 24.426 | 44. / 21.704  |               |              |
| 6      | Felipe Massa         | Ferrari F2007     | á 1:06.805           | 3    | 1:27.044 (8.)  | 29. / 27.970 |               |               |              |
| 7      | Nico Rosberg         | Williams FW29     | á 1 kolo             | 2    | 1:26.721 (5.)  | 27. / 22.297 | 41. / 23.328  |               |              |
| 8      | Ralf Schumacher      | Toyota TF107      | á 1 kolo             | 1    | 1:27.796 (12.) | 24. / 23.548 | 45. / 24.116  |               |              |
| 9      | Jarno Trulli         | Toyota TF106      | á 1 kolo             | –    | 1:28.034 (13.) | 25. / 23.699 | 46. / 22.794  |               |              |
| 10     | Heikki Kovalainen    | Renault R27       | á 1 kolo             | –    | 1:27.592 (10.) | 27. / 23.296 | 46. / 21.809  |               |              |
| 11     | Rubens Barrichello   | Honda RA107       | á 1 kolo             | –    | 1:28.098 (14.) | 19. / 25.170 | 39. / 22.954  |               |              |
| 12     | Takuma Sató          | Super Aguri SA07  | á 1 kolo             | –    | 1:28.487 (18.) | 24. / 24.708 | 42. / 29.317  |               |              |
| 13     | Mark Webber          | Red Bull RB3      | á 1 kolo             | –    | 1:27.501 (9.)  | 22. / 33.832 | 42. / 32.145  |               |              |
| 14     | Vitantonio Liuzzi    | Torro Rosso STR02 | á 1 kolo             | –    | 1:28.282 (15.) | 23. / 24.634 | 45. / 22.510  |               |              |
| 15     | Jenson Button        | Honda RA107       | á 1 kolo             | –    | 1:28.387 (17.) | 27. / 22.818 | 30. / 12.841¹ | 43. / 22.908  |              |
| 16     | Anthony Davidson     | Super Aguri SA07  | á 2 kola             | –    | 1:28.489 (19.) | 29. / 22.281 | 45. / 22.309  |               |              |
| 17     | Adrian Sutil         | Spyker F8-VII     | á 1 kolo             | –    | 1:28.687 (20.) | 22. / 24.856 | 23. / 12.672² | 24. / 12.673³ | 41. / 24.718 |
| Kolo   | Odstoupili           | –                 | Příčina              | Body | Nej. kolo      | 1. Pitstop   | 2. Pitstop    | 3. Pitstop    | 4. Pitstop   |
| 48     | Alexander Wurz       | Williams FW29     | Kolize s Coulthardem | –    | 1:28.303 (16.) | 32. / 26.136 |               |               |              |
| 48     | David Coulthard      | Red Bull RB3      | Kolize s Wurzem      | –    | 1:27.706 (11.) | 28. / 24.717 | 47. / 20.963  |               |              |
| 36     | Robert Kubica        | BMW Sauber F1.07  | Převodovka           | –    | 1:26.642 (4.)  | 21. / 24.065 |               |               |              |
| 28     | Scott Speed          | Torro Rosso STR02 | Kolo                 | –    | 1:28.953 (21.) | 25. / 25.051 |               |               |              |
| 10     | Christijan Albers    | Spyker F8-VII     | Nehoda               | –    | 1:30.899 (22.) |              |               |               |              |

- žlutě – nejrychlejší pitstop
- zeleně – nejpomalejší pitstop
- červeně – penalizace
  - ¹ Jenson Button byl penalizován průjezdem boxovou uličkou za nedodržení rychlostního limitu v boxech.
  - ² Adrian Sutil byl penalizován průjezdem boxovou uličkou za nerespektování modré vlajky.
  - ³ Adrian Sutil byl penalizován průjezdem boxovou uličkou za přejetí bílé čáry při výjezdu z boxu.

## Nejrychlejší kolo
Kimi Räikkönen – Ferrari F2007 – 1'25.235
- 20. nejrychlejší kolo Kimiho Räikkönena (10.)
- 194. nejrychlejší kolo pro Ferrari (1.)
- 48. nejrychlejší kolo pro Finsko (7.)
- 72. nejrychlejší kolo pro vůz se startovním číslem 6 (4.)

## Vedení v závodě
| Kola         | km         | Jezdec          | %    |
| ------------ | ---------- | --------------- | ---- |
| 1.–18. kolo  | 95,454 km  | Kimi Räikkönen  | 31 % |
| 19.–22. kolo | 21,212 km  | Lewis Hamilton  | 7 %  |
| 23.–43. kolo | 111,363 km | Kimi Räikkönen  | 36 % |
| 44. kolo     | 5,303 km   | Fernando Alonso | 2 %  |
| 45.–58. kolo | 74,242 km  | Kimi Räikkönen  | 24 % |

| Räikkönen |  | Räikkönen |  | Räikkönen |
| --------- |  | --------- |  | --------- |

## Postavení na startu
Kimi Räikkönen – Ferrari F2007 – 1'26.072
- 13. Pole position Kimiho Räikkönena (27.)
- 187. Pole position pro Ferrari (1.)
- 43. Pole position pro Finsko (7.)
- 56. Pole position pro vůz se startovním číslem 6 (5.)
- Modře startoval z boxu.
- Žlutě rozhodující čas pro postavení na startu.
- Červeně posunutí o deset míst na startu – výměna motoru

| *                                                      | *                                                     | Kvalifikace III.                      | Kvalifikace II.                       | Kvalifikace I.                        |
| ------------------------------------------------------ | ----------------------------------------------------- | ------------------------------------- | ------------------------------------- | ------------------------------------- |
| _______1_______ Kimi Räikkönen Ferrari 1'26.072        |                                                       | Kimi Räikkönen Ferrari 1'26.072       | Fernando Alonso McLaren 1'25.326      | Kimi Räikkönen Ferrari 1:26.644       |
|                                                        | _______2_______ Fernando Alonso McLaren 1'26.493      | Fernando Alonso McLaren 1'26.493      | Nick Heidfeld BMW 1'25.358            | Lewis Hamilton McLaren 1:26.674       |
| _______3_______ Nick Heidfeld BMW 1'26.556             |                                                       | Nick Heidfeld BMW 1'26.556            | Lewis Hamilton McLaren 1'25.577       | Robert Kubica BMW 1:26.696            |
|                                                        | _______4_______ Lewis Hamilton McLaren 1'26.755       | Lewis Hamilton McLaren 1'26.755       | Kimi Räikkönen Ferrari 1'25.644       | Fernando Alonso McLaren 1:26.697      |
| _______5_______ Robert Kubica BMW 1'27.347             |                                                       | Robert Kubica BMW 1'27.347            | Robert Kubica BMW 1'25.882            | Felipe Massa Ferrari 1:26.712         |
|                                                        | _______6_______ Giancarlo Fisichella Renault 1'27.634 | Giancarlo Fisichella Renault 1'27.634 | Giancarlo Fisichella Renault 1'25.944 | Nick Heidfeld BMW 1:26.895            |
| _______7_______ Mark Webber Red Bull 1'27.934          |                                                       | Mark Webber Red Bull 1'27.934         | Mark Webber Red Bull 1'26.623         | Mark Webber Red Bull 1:26.978         |
|                                                        | _______8_______ Jarno Trulli Toyota 1'28.404          | Jarno Trulli Toyota 1'28.404          | Jarno Trulli Toyota 1'26.688          | Anthony Davidson Super Aguri 1:26.986 |
| _______9_______ Ralf Schumacher Toyota 1'28.692        |                                                       | Ralf Schumacher Toyota 1'28.692       | Ralf Schumacher Toyota 1'26.739       | Jarno Trulli Toyota 1:27.014          |
|                                                        | _______10_______ Takuma Sató Super Aguri 1'28.871     | Takuma Sató Super Aguri 1'28.871      | Takuma Sató Super Aguri 1'26.758      | Giancarlo Fisichella Renault 1:27.270 |
| _______11_______ Anthony Davidson Super Aguri 1'26.909 |                                                       |                                       | Anthony Davidson Super Aguri 1'26.909 | Ralf Schumacher Toyota 1:27.328       |
|                                                        | _______12_______ Nico Rosberg Williams 1'26.914       |                                       | Nico Rosberg Williams 1'26.914        | Takuma Sató Super Aguri 1:27.365      |
| _______13_______ Heikki Kovalainen Renault 1'26.964    |                                                       |                                       | Heikki Kovalainen Renault 1'26.964    | Alexander Wurz Williams 1:27.479      |
|                                                        | _______14_______ Jenson Button Honda 1'27.264         |                                       | Jenson Button Honda 1'27.264          | Heikki Kovalainen Renault 1:27.529    |
| _______15_______ Alexander Wurz Williams 1'27.393      |                                                       |                                       | Alexander Wurz Williams 1'27.393      | Jenson Button Honda 1:27.540          |
|                                                        | _______16_______ Rubens Barrichello Honda 1:27.679    |                                       | Felipe Massa Ferrari 0000             | Nico Rosberg Williams 1:27.596        |
| _______17_______ Scott Speed Torro Rosso 1:28.305      |                                                       |                                       |                                       | Rubens Barrichello Honda 1:27.679     |
|                                                        | _______18_______ David Coulthard Red Bull 1:28.579    |                                       |                                       | Scott Speed Torro Rosso 1:28.305      |
| _______19_______ Vitantonio Liuzzi Toro Rosso 1:29.267 |                                                       |                                       |                                       | David Coulthard Red Bull 1:28.579     |
|                                                        | _______20_______ Adrian Sutil Spyker 1:29.339         |                                       |                                       | Vitantonio Liuzzi Toro Rosso 1:29.267 |
| _______21_______ Christijan Albers Spyker 1:31.932     |                                                       |                                       |                                       | Adrian Sutil Spyker 1:29.339          |
|                                                        | _______22_______ Felipe Massa Ferrari 0000            |                                       |                                       | Christijan Albers Spyker 1:31.932     |

## Sobotní tréninky
| 1  | Kimi Räikkönen Ferrari 1:26.064       | 2  | Giancarlo Fisichella Renault 1:26.454 |
| 3  | Lewis Hamilton McLaren 1:26.467       | 4  | Anthony Davidson Super Aguri 1:26.491 |
| 5  | Felipe Massa Ferrari 1:26.547         | 6  | Nick Heidfeld BMW 1:26.753            |
| 7  | Fernando Alonso McLaren 1:26.786      | 8  | Heikki Kovalainen Renault 1:26.937    |
| 9  | Takuma Sató Super Aguri 1:27.266      | 10 | Alexander Wurz Williams 1:27.322      |
| 11 | Mark Webber Red Bull 1:27.390         | 12 | Robert Kubica BMW 1:27.753            |
| 13 | Ralf Schumacher Toyota 1:27.887       | 14 | Jarno Trulli Toyota 1:28.897          |
| 15 | Rubens Barrichello Honda 1:28.039     | 16 | Nico Rosberg Williams 1:28.061        |
| 17 | Jenson Button Honda 1:28.119          | 18 | David Coulthard Red Bull 1:28.208     |
| 19 | Vitantonio Liuzzi Toro Rosso 1:28.332 | 20 | Scott Speed Toro Rosso 1:28.485       |
| 21 | Adrian Sutil Spyker 1:28.678          | 22 | Christijan Albers Spyker 1:30.547     |

## Páteční tréninky
| *  | I. Trénink                            | *  | II. Trénink                           |
| -- | ------------------------------------- | -- | ------------------------------------- |
| 1  | Fernando Alonso McLaren 1:29.214      | 1  | Felipe Massa Ferrari 1:27.353         |
| 2  | Felipe Massa Ferrari 1:30.707         | 2  | Kimi Räikkönen Ferrari 1:27.750       |
| 3  | Sebastian Vettel BMW 1:30.857         | 3  | Lewis Hamilton McLaren 1:27.829       |
| 4  | Lewis Hamilton McLaren 1:30.878       | 4  | Giancarlo Fisichella Renault 1:27.941 |
| 5  | Jenson Button Honda 1:31.162          | 5  | Nick Heidfeld BMW 1:27.970            |
| 6  | Kazuki Nakadžima Williams 1:31.401    | 6  | Alexander Wurz Williams 1:27.981      |
| 7  | David Coulthard Red Bull 1:31.528     | 7  | Fernando Alonso McLaren 1:28.040      |
| 8  | Heikki Kovalainen Renault 1:31.571    | 8  | Nico Rosberg Williams 1:28.055        |
| 9  | Mark Webber Red Bull 1:31.661         | 9  | Robert Kubica BMW 1:28.281            |
| 10 | Rubens Barrichello Honda 1:31.737     | 10 | David Coulthard Red Bull 1:28.495     |
| 11 | Takuma Sató Super Aguri 1:31.782      | 11 | Anthony Davidson Super Aguri 1:28.727 |
| 12 | Giancarlo Fisichella Renault 1:32.011 | 12 | Jarno Trulli Toyota 1:28.921          |
| 13 | Alexander Wurz Williams 1:32.194      | 13 | Takuma Sató Super Aguri 1:29.009      |
| 14 | Adrian Sutil Spyker 1:34.043          | 14 | Jenson Button Honda 1:29.066          |
| 15 | Vitantonio Liuzzi Toro Rosso 1:34.627 | 15 | Rubens Barrichello Honda 1:29.542     |
| 16 | Christijan Albers Spyker 1:35.055     | 16 | Ralf Schumacher Toyota 1:29.574       |
| 17 | Nick Heidfeld BMW 1:37.249            | 17 | Mark Webber Red Bull 1:29.801         |
| 18 | Anthony Davidson Super Aguri 1:39.221 | 18 | Heikki Kovalainen Renault 1:30.097    |
| 19 | Kimi Räikkönen Ferrari 1:39.242       | 19 | Scott Speed Toro Rosso 1:30.383       |
| 20 | Ralf Schumacher Toyota 1:39.550       | 20 | Adrian Sutil Spyker 1:31.108          |
| 21 | Scott Speed Toro Rosso 1:41.763       | 21 | Christijan Albers Spyker 1:31.175     |
| 22 | Jarno Trulli Toyota 1:44.130          | 22 | Vitantonio Liuzzi Toro Rosso 1:31.693 |

## Zajímavosti
- Nejúspěšnější nováčci v F1:

| Jezdec             | Vůz            | Kde                 | Umístění |
| ------------------ | -------------- | ------------------- | -------- |
| Giuseppe Farina    | Alfa Romeo 158 | Velká Británie 1950 | Vítěz    |
| Giancarlo Baghetti | Ferrari 156    | Francie 1961        | Vítěz    |
| Luigi Fagioli      | Alfa Romeo 158 | Velká Británie 1950 | 2.       |
| Alberto Ascari     | Ferrari 125    | Monako 1950         | 2.       |
| Dorino Serafini    | Ferrari 375    | Itálie 1950         | 2.       |
| Karl Kling         | Mercedes W196s | Francie 1954        | 2.       |
| Mike Parkes        | Ferrari 312    | Francie 1966        | 2.       |
| Jacques Villeneuve | Williams FW18  | Austrálie 1996      | 2.       |
| Reg Parnell        | Alfa Romeo 158 | Velká Británie 1950 | 3.       |
| Peter Whitehead    | Ferrari 125    | Francie 1950        | 3.       |
| Jean Behra         | Gordini T16    | Švýcarsko 1952      | 3.       |
| Masten Gregory     | Maserati 250F  | Monako 1957         | 3.       |
| Peter Arundell     | Lotus 25       | Monako 1964         | 3.       |
| Reine Wisell       | Lotus 72C      | USA 1970            | 3.       |
| Mark Donohue       | Lotus 72C      | Kanada 1971         | 3.       |
| Lewis Hamilton     | McLaren MP4/22 | Austrálie 2007      | 3.       |

| Pole position  | Vítězství      | Nej. kolo      |
| Finsko         | Finsko         | Finsko         |
| Kimi Räikkönen | Kimi Räikkönen | Kimi Räikkönen |
| Ferrari F2007  | Ferrari F2007  | Ferrari F2007  |
| 1'26.072       | 1h25:28,770    | 1:25,235       |
| 221,800 km/h   | 215,893 km/h   | 223,978 km/h   |
| -------------- | -------------- | -------------- |

### Stav MS
- GP – body získané v této Grand Prix

| * | Jezdec               | Body | GP | * | Vůz      | Body | GP | * | Stát           | Body | GP |
| - | -------------------- | ---- | -- | - | -------- | ---- | -- | - | -------------- | ---- | -- |
| 1 | Kimi Räikkönen       | 10   | 10 | 1 | McLaren  | 14   | 14 | 1 | Finsko         | 10   | 10 |
| 2 | Fernando Alonso      | 8    | 8  | 2 | Ferrari  | 13   | 13 | 2 | Španělsko      | 8    | 8  |
| 3 | Lewis Hamilton       | 6    | 6  | 3 | BMW      | 5    | 5  | 3 | Německo        | 8    | 8  |
| 4 | Nick Heidfeld        | 5    | 5  | 4 | Renault  | 4    | 4  | 4 | Velká Británie | 6    | 6  |
| 5 | Giancarlo Fisichella | 4    | 4  | 5 | Williams | 2    | 2  | 5 | Itálie         | 4    | 4  |
| 6 | Felipe Massa         | 3    | 3  | 6 | Toyota   | 1    | 1  | 6 | Brazílie       | 3    | 3  |
| 7 | Nico Rosberg         | 2    | 2  |   |          |      |    |   |                |      |    |
| 8 | Ralf Schumacher      | 1    | 1  |   |          |      |    |   |                |      |    |